# Léo Taxil
Léo Taxil, vlastním jménem Marie Joseph Gabriel Antoine Jogand-Pagès (21. března 1854, Marseille, Francie – 31. března 1907, Sceaux) byl francouzský mystifikátor, který po 12 let mystifikoval papeže a biskupy svými smyšlenkami o svobodném zednářství (Taxilova mystifikace).
Původně byl žurnalistou, prošel jezuitským seminářem. Zprvu byl znám pro své antikatolické spisy, zejm. proslulou parodií na bibli, nazvanou La Bible amusante, a satirickou písní Protiklerikální marseillasa (La Marseillaise anticléricale). V období, kdy vystupoval proti zednářství, ale katolickou církev podporoval. Na sklonku života pracoval jako korektor v tiskárně.